# رود العظیم
رود العظیم (به عربی: نهر العظیم) یک رود در عراق است.